# 京阪バス香里団地営業所
京阪バス香里団地営業所（けいはんバスこうりだんちえいぎょうしょ）は、大阪府枚方市にあった京阪バスのバス営業所。
京阪グループ共通バスカードで印字される略称は「コリ」、社用車に記してある略称は「香」であった。

## 概要
2002年7月2日の時点以降、交野営業所の支所となっていたが、開設当初は枚方営業所の支所であり、「枚方営業所香里団地支所」あるいは、単に「香里団地支所」と呼ばれた。
最寄の停留所は「藤田川（とうだがわ）」であった。
運行範囲は、京阪バスの営業所の中では最も狭く、枚方市南部と寝屋川市のごく一部の区域（京阪香里園の周辺）だけであった。
しかしながら、京阪バスでは1960年代に初めてワンマンカーを導入したり、1990年代前半までは車内の回数券自動販売機を備えるなど、先進的なサービスを行っていた。またHIMRエンジン搭載の低公害バスを配属させていたが後に廃車された。
2022年3月31日をもって閉所となり、担当路線は交野営業所に移管した。

## 沿革
- 1961年（昭和36年）9月26日：枚方営業所の支所として、香里団地支所を新設。
- 2002年（平成14年）7月1日：組織改正に伴い、枚方営業所から交野営業所の支所に変更。
- 2010年（平成22年）3月：管内の路線でPiTaPaの使用が可能になった。
- 2021年（令和3年）9月25日：交野営業所に組織統合され、交野営業所香里団地出張所となる。
- 2022年（令和4年）3月31日：廃止に伴い交野営業所に完全統合。担当路線が移管される。

## 営業所廃止時の管轄路線

### 香里団地線
- 1号経路：（関西医大附属病院 → ）枚方市駅南口 - 香里橋 - 藤田川 - 新香里 - 香里ヶ丘九丁目 - 香里ヶ丘 - 京阪香里園
  - 一部は関西医大附属病院発（下記1A号経路の対）。
  - 当営業所廃止以前にもラッシュ時に一部交野管轄便があった。
  - 枚方市駅側・京阪香里園側ともに藤田川発着あり。
- 1A号経路：京阪香里園 → 香里ヶ丘 → 香里ヶ丘九丁目 → 新香里 → 藤田川 → 香里橋 → 枚方市駅南口 → 関西医大附属病院
  - 京阪香里園発関西医大附属病院行きの便のみ1A号経路を名乗る（逆向きは枚方市駅発の便と同様1号経路）。
- 2号経路：枚方市駅南口 → 香里橋 → 藤田川 → 新香里 → 五本松 → 開成小学校前 → 香里橋 → 枚方市駅南口
  - 2002年まで、2号経路の一部は枚方市駅を経て阪急高槻へ直通しており、直通便のみ高槻営業所の管轄で路線名も枚方高槻線であった。
- 3号経路：枚方市駅南口 → 香里橋 → 開成小学校前 → 五本松 → 公孫樹通 → 香里ヶ丘九丁目 → 新香里 → 藤田川
  - 深夜バスあり。
- 4号経路：枚方市駅南口 - 香里橋 - 開成小学校前 - 五本松 - 公孫樹通 - 香里ヶ丘九丁目 - 新香里 - 五本松 - さつき丘 - 枚方公園駅前
- 5号経路：枚方市駅南口 - 香里橋 - 開成小学校前 - 五本松 - さつき丘 - 枚方公園駅前
- 6号経路：枚方市駅南口 - 香里橋 - 藤田川 - 新香里 - 五本松 - さつき丘 - 枚方公園駅前
- 8号経路：枚方市駅南口 - 香里橋 - 藤田川 - 新香里 - 香里ヶ丘九丁目 - 公孫樹通 - 五本松 - さつき丘 - 枚方公園駅前

### 津田香里線
- 9A号経路：京阪香里園 - 香里ヶ丘 - 香里旭ヶ丘 - 高田 - 新高田 - 藤田川 - 香里橋 - 枚方市駅南口
  - かつては交野営業所が主管轄の路線であり、営業所廃止時もごく一部に交野管轄便があった。

### 京都競馬場線
- JR山崎・阪急西山天王山 - 京都競馬場
  - 枚方・高槻・交野・山科・男山の各営業所と共同管轄だった。当該項目も参照。

## 移管・廃止路線

### 香里団地線
快速1、6経路は昭和50年代に廃止。
- 快速1号経路：枚方市駅南口 -（ノンストップ）- 藤田川 - 新香里
- 快速6号経路：枚方市駅南口 -（ノンストップ）- 藤田川 - 新香里 -（ノンストップ）- 枚方公園駅前
- 28号経路：ダイエースーパー → 三井 → 成田山不動尊前 → 香里ヶ丘 → 香里ヶ丘九丁目 → 五本松 → 開成小学校前 → 香里橋 → 藤田川 → 新香里 → 香里ヶ丘九丁目 → 成田山不動尊前 → 三井 → ダイエースーパー
  - 1995年6月1日廃止。

### 津田香里線
1978年の交野営業所開設により交野に移管。
- 9号経路：京阪香里園 - 香里ヶ丘 - 香里旭ヶ丘 - 高田 - 京阪交野市駅 - 交野農協前 - 倉治 - 津田駅

### 釈尊寺団地線
1977年開設。1978年の交野営業所開設により交野に移管（移管直前に高田経由から茄子作住宅経由に一部経路変更）。
当営業所廃止・香里団地線及び9A号経路の交野移管に伴い、玉突きでこの路線が交野から枚方に移管となった。
- 10号経路：枚方市駅南口 - 香里橋 - 藤田川 - 高田 - 釈尊寺団地

### 東中振山之上線
2020年10月9日に交野営業所に移管。
- い号経路：京阪香里園 → 光善寺駅 → 東中振 → 香里ヶ丘八丁目 → 淀見公園 → 東中振 → 光善寺駅 → 京阪香里園
- ろ号経路：枚方市駅南口 - 宮ノ前橋 - 山之上五丁目 - 菊ヶ丘 - 枚方公園駅前

## 車両
最近までは日野製の大型車のみの配備であったが、東中振線（現在の東中振山之上線のうちの『い』号経路）の開設に伴ってEタイプの小型車（日野製）が配備され、さらに中型長尺ノンステップバスの導入により、三菱ふそう製の車両も配備されるようになった。
過去には交野営業所とともにHIMR車を導入しているが、2006年12月には旧来の京阪バスの営業所として初めて、（その半年前の2006年6月には既に男山と京田辺にも導入。現在は全営業所に配置されている）日野・ブルーリボンIIノンステップバスを導入した。
この他に2009年まで中型短尺車を1台所有していた。
2020年10月より東中振山之上線が交野に移管されることにより、小型車（ポンチョ・リエッセ）が交野営業所に転属した。
所管の全系統とも運賃が均一制の為、整理券発行機が取り付けられていない車両のみ所有。